# Хильц, Зепп
Зепп Хильц (нем. Sepp Hilz; 22 октября 1906, Бад-Айблинг, Королевство Бавария — 30 сентября 1967, Виллинг, Бавария) — немецкий художник-реалист.

## Жизнь и творчество
Зепп Хильц родился в семье художника. Изучал живопись в Розенхайме, в первую очередь технику рисунка старых мастеров. В 1921—1927 гг. продолжил художественное обучение в мюнхенской Школе прикладного искусства и в частной школе графики. Затем художник возвратился в Бад-Айблинг. Картины Хильца были замечены искусствоведческой критикой уже в 1930 году.
Большой успех пришёл к художнику в годы правления в Германии национал-социалистов. Его «сельские» работы — из жизни и труда крестьянства — с точки зрения партийной верхушки отражали национальный дух немецкого народа. Зепп Хильц был одним из любимых художников Адольфа Гитлера, который в 1938 году купил за 10 000 марок картину Хильца «После работы». В 1939 году мастер получил в дар от государства 1 000 000 марок на покупку земельного участка, строительство там дома и художественного ателье. В период с 1938 по 1944 год Хильц выставлял 22 своих картины на национальных художественных выставках. В 1943 году он получил звание профессора искусств, а затем освобождение от службы в армии.
После окончания Второй мировой войны художник занимался в основном реставрированием повреждённых полотен, собственные картины писал как правило на религиозные сюжеты. В связи с трудностями, возникшими у него в послевоенной Германии из-за того, что при национал-социалистах он был преуспевающим художником, в 1956 году Хильц оставил занятия живописью.

## Избранные работы
- Крестьянская Венера (1939),
- Тщеславие (1940),
- Красное ожерелье (1942),
- Крестьянская трилогия (1941),
- Ведьма непогоды (1942),
- Волшебство осени (1943),
- Вальпургиева ночь (1942),
- Поздняя осень (1939),
- Письмо с фронта (1940),
- Две женщины (1946).